# TUI航空
TUI航空（TUI Airlines）はドイツの旅行会社TUIグループの傘下にある格安航空会社。単一の航空会社の社名ではなく、ヨーロッパや北アフリカに本拠地を置く7つの航空会社の共同ブランド名である。リゾート路線を運航する会社としては欧州最大の規模を誇り、世界中の150都市以上に路線を就航させている。なおモロッコのJet4youは正確にはTUI航空の一員ではないが、TUIグループが全株式を保有している。
TUI航空という名前はもともとドイツの航空会社の名前でありTouristik Union International(観光国際連合)の略であるが、2005年にTUIグループの新しい市場戦略の一環として傘下の航空会社全体のブランド名として使われるようになり、ドイツの旧TUI航空はTUIフライと改称された。これにより7つの航空会社はTUI航空という一つのブランド名で運航を行うようになり、各航空会社の名前も多くが「～フライ」という名前に改称されたほか塗装や尾翼のロゴもTUI仕様に変えられている。
現在TUI航空は年間2500万人を輸送し8,000人以上の従業員を抱える欧州屈指の航空会社になっているが、2008年加盟航空会社すべてをTUIフライを中心に合併させ1つの航空会社に再編するという計画が発表された。

## 加盟航空会社

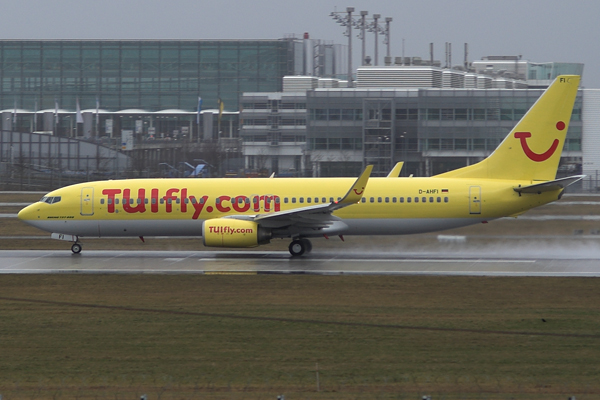
TUIフライのボーイング737-800型機

- TUIフライ・ドイッチュラント（ドイツ）
- TUIフライ・ベルギー（ベルギー）
- TUIエアウェイズ（イギリス）
- TUIフライ・ノルディック（スウェーデン）
- コルセール・インターナショナル（フランス）
- TUIフライ・ネーデルラント（オランダ）